# 1803 год в музыке

## События
- Фредерик Венюа обосновывается в Лондоне.
- Жан-Мадлен Шнейцхоффер выигрывает II приз Парижской консерватории среди пианистов.

## Произведения
- Людвиг ван Бетховен[1]:
  - Симфония № 3 Ми-бемоль мажор, соч. 55, «Героическая» (англ. Eroica).
  - Соната № 9 для фортепиано и скрипки Ля мажор, соч. 47, «Крейцерова соната» (нем. Kreutzer-Sonate).
- Йозеф Гайдн — неоконченный струнный квартет Ре минор, соч. 103.
- Луиджи Керубини — опера «Анакреон» (итал. Anacréon).
- Бернхард Хенрик Круселль — концерт для кларнета № 3 Си-бемоль мажор.
- Джованни Паизиелло — опера «Прозерпина» (итал. Proserpine).

## Родились
- 6 января — Анри Герц (фр. Henri Herz), французский пианист, композитор и педагог.
- 2 апреля — Франц Лахнер (нем. Franz Lachner), немецкий композитор и дирижёр.
- 24 июля — Адольф Адан (фр. Adolphe Adam), французский композитор.
- 3 сентября — Александр Львович Гурилёв, русский композитор.
- 23 сентября — Жан Дезире Арто (фр. Jean Désiré Artôt), бельгийский валторнист, музыкальный педагог и композитор.
- 11 декабря — Гектор Берлиоз (фр. Hector Berlioz), французский композитор и дирижёр.

## Скончались
- 23 февраля — Прасковья Ивановна Жемчугова, русская крепостная актриса и оперная певица, сопрано.
- 11 марта — Жан Батист Кардон (фр. Jean-Baptiste Cardon), французский арфист и композитор.
- 2 сентября — Жан-Батист Жансон (фр. Jean-Baptiste Janson), французский виолончелист и композитор.
- 5 сентября — Франсуа Девьен (фр. François Devienne), французский флейтист, фаготист, композитор и преподаватель.
- 17 сентября — Франц Ксавер Зюсмайер (нем. Franz Xaver Süßmayr), австрийский композитор.
- 18 сентября — Антуан Юго (фр. Antoine Hugot), французский флейтист, педагог и композитор.